# Cattedrale di Nostra Signora del Rosario (Goya)
La cattedrale di Nostra Signora del Rosario (in spagnolo: Catedral de Nuestra Señora del Rosario) è un edificio di culto cattolico sito nella città di Goya, in Argentina. È la chiesa principale della diocesi di Goya e fu eretta nel 1884.